# Hangmotte Alfter

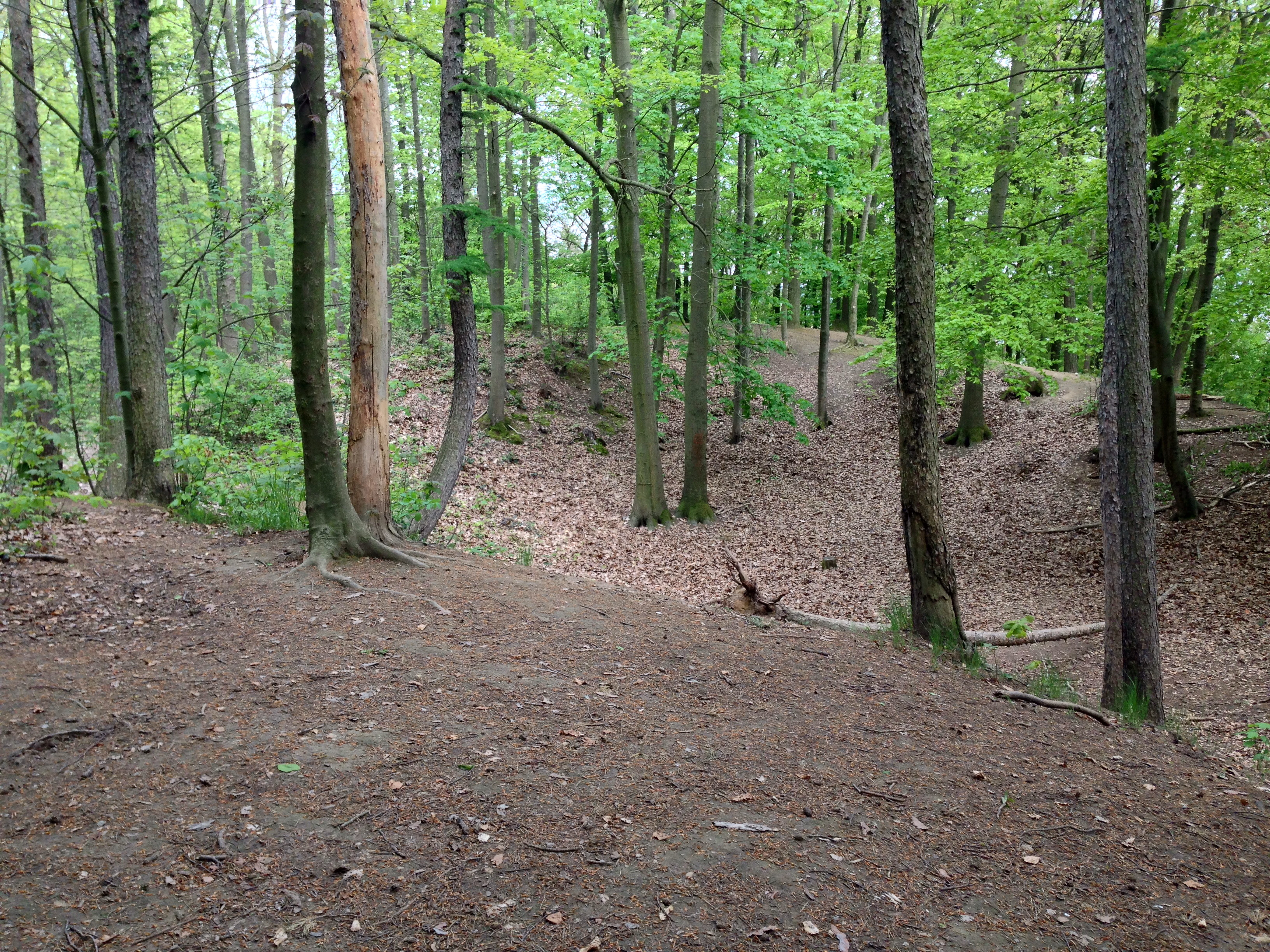

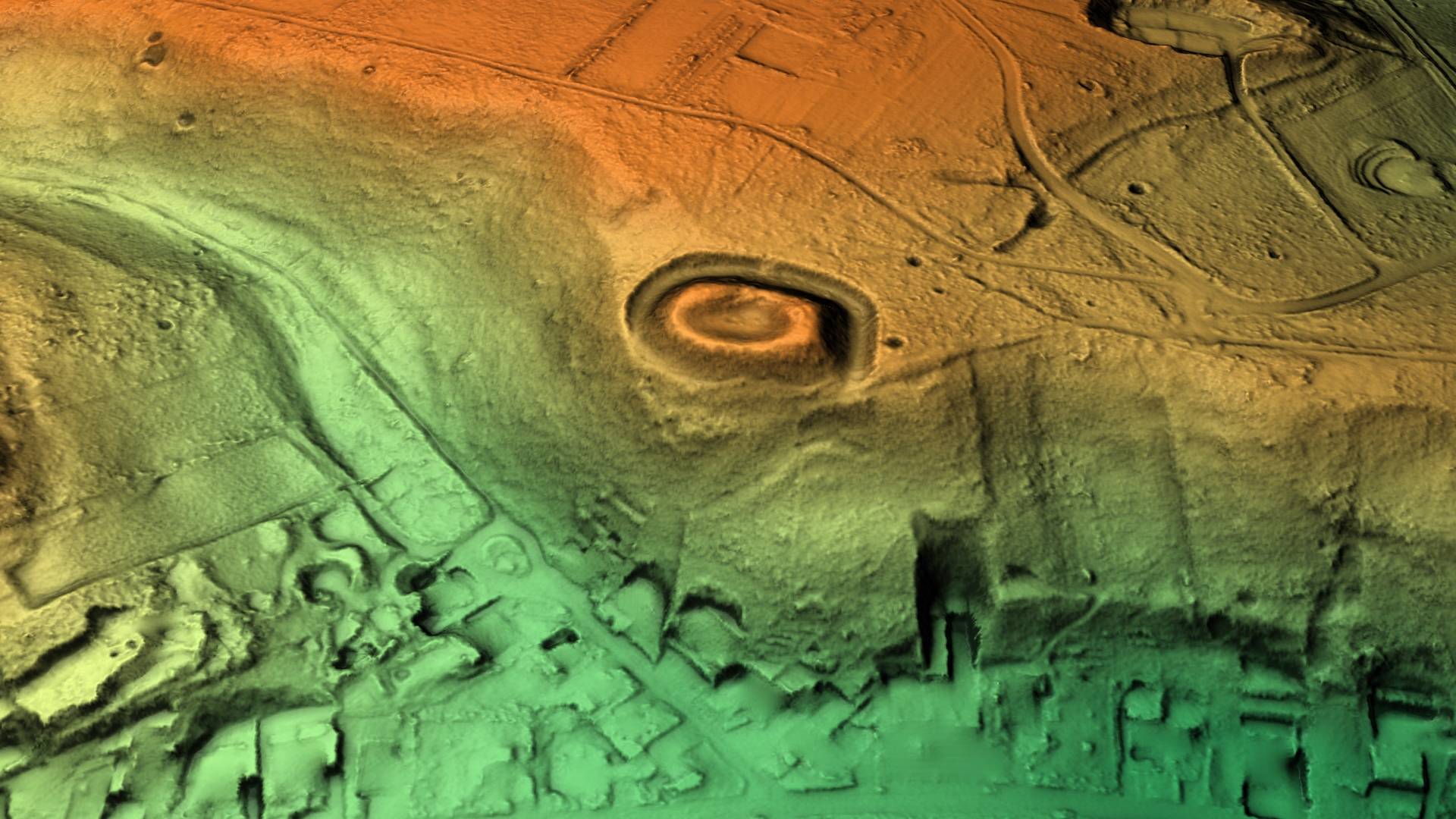
3D-Ansicht des digitalen Geländemodells

Die Hangmotte Alfter, auch Alte Burg genannt, ist eine abgegangene Ringwallanlage auf 153 m ü. NHN am Vorgebirgshang in der Gemeinde Alfter, im Rhein-Sieg-Kreis in Nordrhein-Westfalen.
Von der frühmittelalterlichen Höhenburganlage vom Typus einer Motte (Turmhügelburg) zeugen noch der Burghügel und Grabenreste. Die Reste sind als Bodendenkmal eingestuft.

## Geografische Lage
Die Erdwallanlage, eine ehemalige Fliehburg (vermutlich ein Refugium für die Insassen der Alfterer Burg) befindet sich zwischen der Straße Görreshof im Süden und dem Buchholzweg im Norden (südlich von Herrenhaus Buchholz). Die Anlage hat die Form einer Ellipse, deren große Achse in Ost-West-Richtung verläuft. Die Achsen verhalten sich ungefähr wie 3 : 2. Der Erdwall ist ca. 90 m lang, die Fläche demnach ca. 600 m² (Produkt der Kreiszahl und der beiden Halbachsen, also ca. 3,14 × 17 × 11 m²). Wall und Graben der Fliehburg sind noch gut ausgeprägt, der Böschungswinkel beträgt ca. 30° und der Höhenunterschied zwischen Grabensohle und Wallkrone ca. 5 m (der Graben ist um die 2 m tief). Die Südseite fällt zum Görreshof steil ab und bietet so einen natürlichen Schutz.